# 瑞米尼
瑞米尼（法語：Jumigny，法語發音：[ʒymiɲi]）是法国上法蘭西大區埃纳省的一个市镇，属于拉昂区。

## 地理
瑞米尼（49°24'41"N, 3°43'2"E）面积2.49 平方千米，位于法国上法蘭西大區埃纳省，该省份为法国北部内陆省份，北起北部省，西接索姆省和瓦兹省，东临阿登省和马恩省，西南至塞纳-马恩省，东北部与比利时接壤。
与瑞米尼接壤的市镇（或旧市镇、城区）包括：博里约、屈西和热尼、瓦索涅。

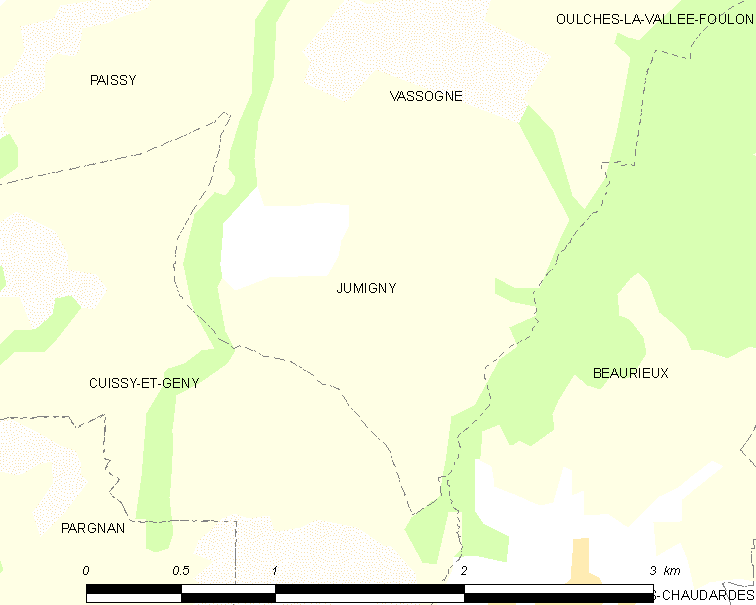
瑞米尼的OSM定位图

瑞米尼的时区为UTC+01:00、UTC+02:00（夏令时）。

## 行政
瑞米尼的邮政编码为02160，INSEE市镇编码为02396。

## 政治
瑞米尼所属的省级选区为埃纳河畔新城县。

## 人口

1962-2008年间瑞米尼人口变化图示

瑞米尼于2022年1月1日时的人口数量为62人。